# داستان دو شهر (فیلم ۱۹۲۲)
داستان دو شهر (انگلیسی: A Tale of Two Cities) یک فیلم درام صامت به کارگردانی والتر کورتنی رودن است که در سال ۱۹۲۲ منتشر شد.